# 家庭内暴力
家庭内暴力（かていないぼうりょく）は、家庭内で起こる、家族に対する暴力的な行為や言動のことである。
広義には、夫、妻、子供、祖父、祖母など、家族間の暴力・暴言（また、そこからおこる物品・建造物の破壊・破損など）をさす。狭義には、両親、まれには祖父母に向けられる、子供や孫からの暴力・危害・虐待・暴言・罵詈雑言（および家庭内の物品・建造物などの破壊・破損の行為）をいう。広義の意味で用いるか、狭義の意味で用いるかは、文献によって異なっており安定しない。
日本の警察が家庭内暴力に介入するときはその後の対処の都合もあり、児童に振るわれる暴力を「児童虐待」（児童を児童相談所を通じて保護施設に預けることになる）、配偶者間の暴力は「ドメスティックバイオレンス」（被害者支援団体を通じて保護施設へ誘導する）と使い分けている。

## 広義
広義には、あくまで家庭内の暴力全般のことを指す（ドメスティックバイオレンス）。夫、妻、子供、祖父、祖母など、家族間の暴力・暴言（また、そこからおこる物品・建造物の破壊・破損など）を指す。
1. 親の子に対する暴力、
2. 夫婦間の暴力、
3. 子の親（など）に対する暴力

などがある。
つまり、広義の家庭内暴力には、児童虐待も、夫婦間暴力も、親（や祖父母）に対する暴力も、いずれも含まれる。

## 狭義
日本語としては1970年前後に現れた用語である。特に、20歳未満の子が同居する親などに対して継続的に振るう「逆向きの」暴力。
青少年が反社会的行為として、家庭内のみならず家庭外で暴力を振るったり、物を破損する非行は人類史の古くからあった。おとなしく従順にみえる子供が、突然、家族とくに親に暴力を振るう家庭内暴力は、日本では1960年（昭和35年）ころから記録に残っている。
暴力の内容は、相手に怪我を負わせるものから、暴言を主とするもの、家具や家財を破壊するなどケースにより異なるものの、家庭外では全く発揮されないという特徴がある。暴力の背景は、社会に対する不適応感（挫折感）から来るストレス、親からの過干渉に対する反発、自立の試みなど様々であり、統合失調症のような精神障害が原因であることは少ない。
近年では警察で把握しているだけで約1200件（2009年）にのぼり、件数としては横ばいが続いていた。しかし、2010年以降に急増し始め、1181件（2009年）、1484件（2010年）、1470件（2011年）、1625件（2012年）、1806件（2013年）、2091件（2014年）、2531件（2015年）に達している。
家庭内暴力はドメスティックバイオレンスともども、密室で発生するため実態の把握が難しい。相談先としては警察、児童相談所、教育機関などが挙げられ、精神障害を原因とする場合は児童精神科医が挙げられる。

## 対策
- 110番通報登録制度 - 家庭内暴力やストーカー対策に作られた制度で、事前に警察に相談して住所、氏名、電話番号、被害内容などを登録することで、110番した際に無言でも、内容を把握した警察が携帯番号の場合はGPSなどを駆使して駆け付けられるようにする制度である[10]。
- 助けを求めるシグナル（ヘルプミー・ハンドサイン） - カナダの女性団体がDVなどの暴力への助けを求めるために開発したハンドサイン[11]。
- DVシェルター